# Hurriya SC
Ne doit pas être confondu avec Hurriyya SC, club de football maldivien
Maillots
Le Al Hurriya Sporting Club (en arabe : نادي الحرية الرياضي), plus couramment abrégé en Al Hurriya, est un club syrien de football fondé en 1952 et basé à Alep.

## Historique
- 1952 : fondation du club sous le nom d'Al Arabi
- 1972 : le club est renommé Al Horriya

## Palmarès
| Compétitions nationales |
| --- |
| - Championnat de Syrie (2) : - Champion : 1991-92 et 1993-94. - Vice-champion : 1979-80. - Coupe de Syrie (1) : - Vainqueur : 1991-92. |

## Anciens entraîneurs
- Marian Bondrea